# Преображенский собор (Загреб)
Собор Преображения Господня (серб. Саборни храм Преображења Господњег) — православный храм, кафедральный собор Загребско-Люблянской митрополии Сербской православной церкви в центре города Загреба (Хорватия), на площади Trg Petra Preradovića.

## История

### Церковь Святой Маргариты
Деревянная католическая церковь Святой Маргариты располагалась на месте современного православного собора ещё в XIV веке. Церковь была восстановлена в XVI и XVII веках. Начиная с 1382 года и до XIX века на площади перед церковью проводились ежегодные ярмарки Святой Маргариты. В XVIII веке церковь сгорела и на её месте построили новую. После 1782 года церковь была продана православной общине Загреба за 4000 австро-венгерских форинтов.

### Преображенский храм

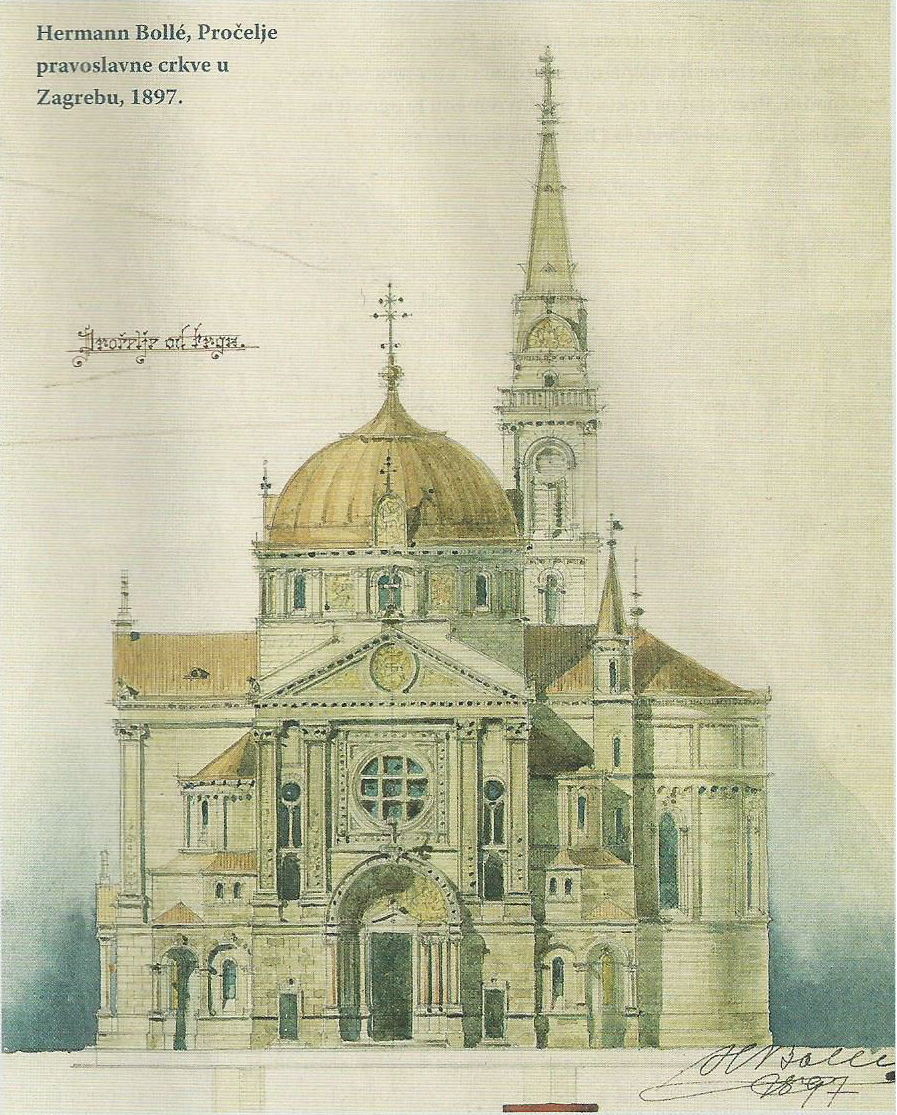
Проект реконструкции храма, предложенный Германом Боле в 1897 году

В 1861 году было принято решение построить новый храм вместо ветхой церкви Святой Маргариты. Проект нового храма был разработан архитектором Франьо Кляйном. 21 октября 1866 года строительство собора было завершено.
В 1897 году архитектор Герман Боле предложил план перестройки Преображенской церкви, но он так и не был реализован. По плану этого архитектора была проведена реконструкция колокольни в 1899 году и фасада в 1913 году.
Храм обрёл статус кафедрального собора в 1931 году при учреждении Загребской епархии СПЦ (до 1920 года Загреб и остальная часть северной Хорватии входили в автокефальную юрисдикцию Карловацкой патриархии (митрополии)).
В 1942 году храм стал кафедральным собором учреждённой по инициативе властей Независимого государства Хорватии (НГХ) Хорватской православной церкви; клир и причт собора в то время был преимущественно из русских беженцев.
После падения НГХ в мае 1945 года Хорватская православная церковь была запрещена, а значительная часть причта и клир собора во главе с митрополитом Гермогеном (Максимовым), в частности, регент А. П. Космаенко, архиерейский наместник в Загребе священник Серафим Купчевский, протодиакон Алексий Борисов, были расстреляны коммунистическими властями как коллаборационисты. Храм был передан Сербской патриархии.
5 апреля 2014 года в соборе был похоронен митрополит Загребско-Люблянский Иоанн (Павлович).

## Иконостас и фрески

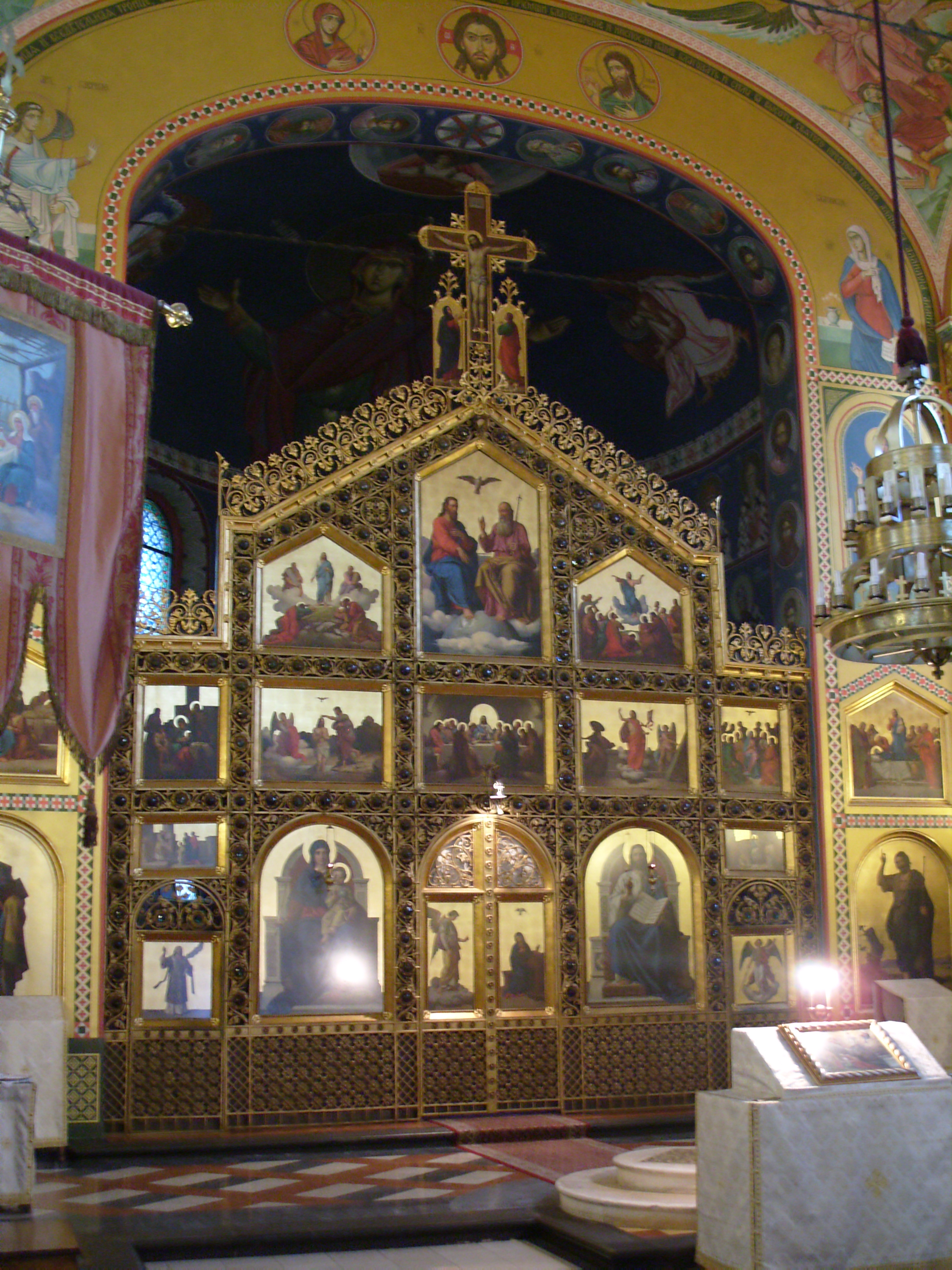
Иконостас

Первоначальный иконостас был сооружён в 1795 году. Он размещался сначала в церкви Святой Маргариты, а затем в Преображенском соборе до 1884 года, когда был передан Георгиевской церкви в Вараждине. Тогда же был установлен нынешний иконостас.
В 2007 году русский художник Николай Мухин завершил фресковую роспись храма. Вследствие землетрясения в Загребе в марте 2020 года значительная часть фресок погибла вместе с обрушившейся штукатуркой